# 卜拉魯幹
卜拉魯幹（排灣語：Pulalungan），是台灣排灣族的高燕部落（padain，位於今屏東縣瑪家鄉）所信仰的神祇，也是五年祭祭祀的對象之一。

## 傳說
卜拉魯幹原先是高燕部落的七位祖神之一，後來某天他登上了大武山，成為雷神，並且預言五年後會出現一隻五彩的豬，要部落的人將其宰殺，供祭部落的發祥地Kabulungan和溪流，成為了五年祭的來源，舊高燕部落的五年祭便是為了祭拜他和另一個前往海邊的祖神：老四布拉魯樣（Pulaluyan）而開始的。

## 研究
日本學者移川子之藏認為排灣族布曹爾亞族（Butsul）的五年祭儀式便是由高燕部落為中心向外傳播的，然而隨之傳播的卜拉魯幹神話卻只有擴及到佳平部落（kaviangan，位於今屏東縣泰武鄉）後便沒有再往南傳播了，取而代之的是古樓部落（Kuljaljau）的巫神勒麼各和女神德倫格（Drengerh）的傳說，值得一提的是，在同樣有卜拉魯幹神話的paiuan部落（同樣位於瑪家鄉，日治時期就開始沒有舉辦五年祭了）中，勒麼各是作為教導農法的祖神被祭拜的。